# غوستا أيكمن
غوستا أيكمن (بالسويدية: Gösta Ekman den äldre)‏ (و. 1890 – 1938 م) هو مخرج أفلام، وممثل مسرحي، وممثل أفلام سويدي، توفي عن عمر يناهز 48 عاماً.

## جوائز
حصل على جوائز منها:

ميدالية الآداب والفنون ‏ (1931)

## وصلات خارجية
- غوستا أيكمن على موقع IMDb (الإنجليزية)
- غوستا أيكمن على موقع الموسوعة البريطانية (الإنجليزية)
- غوستا أيكمن على موقع ألو سيني (الفرنسية)
- غوستا أيكمن على موقع ميوزك برينز (الإنجليزية)
- غوستا أيكمن على موقع أول موفي (الإنجليزية)
- غوستا أيكمن على موقع قاعدة بيانات الأفلام السويدية (السويدية)
- غوستا أيكمن على موقع قاعدة بيانات الفيلم (الإنجليزية)
- غوستا أيكمن على موقع كينوبويسك (الروسية)